# Congreso del Estado de Veracruz
El Congreso del Estado de Veracruz de Ignacio de la Llave es el órgano depositario del poder legislativo del estado de Veracruz de Ignacio de la Llave y, por lo tanto, el órgano creador de las leyes estatales que lo rigen. Está conformado por cincuenta diputados, treinta electos por el principio de mayoría relativa y veinte por representación proporcional.

## Historia
Veracruz fue estado libre y soberano de México desde la Constitución Federal de 1824. Su congreso estatal se erigió el 9 de mayo de 1824 y su primera legislatura funcionó entre ese mes y junio de 1825, cuando se publicó la primera constitución política. Además de esta función, el Congreso Constituyente cumplió con las labores de «establecer la integración del nuevo estado y los poderes estatales» y nombrar al primer gobernador, Manuel Rincón. Esa primera carta magna dividía el poder legislativo en dos cámaras, una de diputados y otra de senadores, cuyos integrantes eran elegidos popularmente y duraban dos años en el cargo. Sus funciones también abarcaban designar a los titulares de los otros dos poderes. La constitución de 1848 determinaba que serían doce los diputados propietarios y seis los suplentes, elegidos popularmente, y cuyas legislaturas se renovarían por mitad cada dos años.

## Legislaturas
| Legislatura | Periodo   |
| ----------- | --------- |
| LVIII       | 1998-2000 |
| LIX         | 2000-2004 |
| LX          | 2004-2007 |
| LXI         | 2007-2010 |
| LXII        | 2010-2013 |
| LXIII       | 2013-2016 |
| LXIV        | 2016-2018 |
| LXV         | 2018-2021 |
| LXVI        | 2021-2024 |
| LXVII       | 2024-2027 |

## Funciones
De acuerdo a la Ley Orgánica del Poder Legislativo, las funciones del Congreso son, principalmente, «aprobar, reformar y abolir las leyes o decretos» y dar «interpretación auténtica» a estas leyes o decretos. Los dos periodos ordinarios de sesiones que se realizan, el primero, del 5 de noviembre al 31 de enero y, el segundo, del 2 de mayo al 31 de julio.

## Composición
Se conforma de cincuenta diputados, treinta de los cuales son elegidos por el principio de mayoría relativa, uno por cada distrito en que se divide la entidad. El resto son nombrados por el principio de representación proporcional. La gestión inicia el 5 de noviembre del año de la elección y tiene una duración de tres años, con posibilidad de reelección hasta por cuatro periodos. Su sede es el Palacio Legislativo de Veracruz, ubicado en la capital del estado, Xalapa-Enríquez. Por otra parte, cuenta con una mesa directiva, encargada de conducir las sesiones, una junta de coordinación política, responsable de «vigilar el óptimo ejercicio de las funciones legislativas, políticas y administrativas», y una junta de trabajos legislativos, que establece la agenda legislativa.
El Congreso cuenta con cuarenta comisiones permanentes, conformadas por los diputados, y encargadas del análisis de las iniciativas de ley que les sean turnadas por la mesa directiva del Congreso. Las elecciones más recientes se celebraron el 1 de julio de 2018, en las que la alianza entre Morena, el Partido del Trabajo (PT) y el Partido Encuentro Social (PES), alcanzó veinte escaños, seguidos del Partido Acción Nacional (PAN) Partido de la Revolución Democrática (PRD) y Movimiento Ciudadano (MC) con diez curules de entre los repartidos por el principio de mayoría relativa.
En la LXV Legislatura están representados siete grupos parlamentarios: Morena (26), PAN (12), Mixto PRI-Partido Verde Ecologista de México (5), Mixto MC-PRD (3) y Mixto del Lado Correcto de la Historia (2).

### Distritos electorales
Para la elección de diputados de mayoría relativa del Congreso del Estado de Veracruz, la entidad se divide en 30 distritos electorales.
| Distrito | Cabecera             | Municipios | Mapa | Distrito            | Cabecera     | Municipios |
| -------- | -------------------- | ---------- | ---- | ------------------- | ------------ | ---------- |
| 1        | Pánuco               | 9          |      | 16                  | Boca del Río | 5          |
| 2        | Tantoyuca            | 11         | 17   | Medellín de Bravo   | 10           |            |
| 3        | Tuxpan               | 4          | 18   | Huatusco            | 14           |            |
| 4        | Álamo Temapache      | 11         | 19   | Córdoba             | 3            |            |
| 5        | Poza Rica            | 2          | 20   | Orizaba             | 4            |            |
| 6        | Papantla             | 9          | 21   | Camerino Z. Mendoza | 10           |            |
| 7        | Martínez de la Torre | 5          | 22   | Zongolica           | 18           |            |
| 8        | Misantla             | 19         | 23   | Cosamaloapan        | 10           |            |
| 9        | Perote               | 8          | 24   | Santiago Tuxtla     | 10           |            |
| 10       | Xalapa               | 1          | 25   | San Andrés Tuxtla   | 3            |            |
| 11       | Xalapa               | 1          | 26   | Cosoleacaque        | 9            |            |
| 12       | Coatepec             | 10         | 27   | Acayucan            | 8            |            |
| 13       | Emiliano Zapata      | 9          | 28   | Minatitlán          | 4            |            |
| 14       | Veracruz             | 1          | 29   | Coatzacoalcos       | 1            |            |
| 15       | Veracruz             | 1          | 30   | Coatzacoalcos       | 6            |            |